# يعقوب (بابا الإسكندرية)
 ياكوبوس الأول بابا الإسكندرية وبطريرك الكنيسة القبطية رقم 50 (819 - 830).
اسم البطريرك القبطى البابا الـ 50 ينطق بالعربية بعدة طرق هي : ياكوبوس أو يعقوب.
حينما كان مرقس الثاني في سكرات الموت سأله المسيحون عمن سيخلفه، فذكر لهم اسم الراهب ياكوبوس أب رهبان دير الأنبا مقار. وبعد نياحة البابا نودي بالصوم والصلاة لمدة ثلاثة أيام أعلن بعدها الأساقفة اسم الراهب ياكوبوس حسب مشورة البابا الراحل، فأطاع الجميع واستحضروا الراهب ياكوبوس وساروا به إلى الإسكندرية، وهناك رسموه بطريركًا سنة 819م.
أقام علي الكرسي المرقسي عشر سنين وتسعة أشهر وثمانية وعشرون يوما كانت نياحته في 14 أمشير سنة 444ش الموافقة سنة 836م.
محل أقامة البطريرك مدة الرئاسة : المرقسية بالأسكندرية
الملوك المعاصرون : المأمون
| سبقه مرقس الثاني | بطريرك الإسكندرية 819- 830 | تبعه سيمون الثاني |